# 来迎寺 (松戸市)
来迎寺（らいこうじ）は、千葉県松戸市にある浄土宗の寺院。

## 歴史
1609年（慶長14年）、廓誉宝山によって開山された。当時は「平潟河岸」と呼ばれる河岸で交通の要衝であった。そのため、水神（水波能売命）を祀る水神社（現・平潟神社）が当寺の境内に設けられた。
当寺の旧本堂は、老朽化と2011年（平成23年）に発生した東日本大震災の損傷もあり、遂に改修を断念、新たに新築することになった。2014年（平成26年）に新本堂が建立された。

## 交通アクセス
- 松戸駅より徒歩9分。